# クワイエット・プレイス
『クワイエット・プレイス』（原題：A Quiet Place）は、2018年にアメリカ合衆国で公開されたホラー映画である。監督はジョン・クラシンスキー、脚本はブライアン・ウッズ、スコット・ベックとクラシンスキー。
盲目だが聴覚が極めて鋭敏な怪物に支配された世界で、怪物に見つからないよう音をたてずに暮らさざるを得なくなった家族の物語。

## ストーリー
地球外からやって来た凶悪な怪物（クリーチャー）によって地球は支配されてしまった。怪物は視覚器官が存在せず眼は全く見えないが、そのかわりに極めて鋭敏な聴覚と敏捷な運動能力、鋭い牙や爪をもっており。音に反応して襲ってくるため、かすかな音をたてただけでも殺されてしまう。
そんな世界を逞しく生き延びていたのが若いアボット一家の5人、両親（夫のリー、妻のイヴリン）と3人の子（長女リーガン、長男マーカス、次男ボー）である。一家は適応力がとても高く、音をたてないことに徹して生き延びている。長女リーガンに聴覚障害があったおかげで家族は手話に慣れており、手話で意思疎通を図る、靴を履かずいつも裸足でそっと歩くことで音をたてず移動する、洗面は水音をたてないようにタオルに水をそっと滲みこませて顔をぬぐう、子供の玩具も音がしないものだけを選び、双六の駒も布類で手作りして音をたてずに遊ぶ、などといった方法を駆使して生き延びてきたのである。
一家は孤立して生きており、アメリカの広い農場にポツンと建つ一軒家に住んでいる。世界各地の人類はすでにほぼ滅んでしまっているであろうことをこの一家は知っている。怪物襲来から最初の数十日間、世界の主要都市が次々と壊滅状態になったことが新聞で伝えられていたがそれも途絶え、リーが毎日のように世界各地のラジオ局から情報を得ていたが、もともと数百局は受信できていたのもあと数局しか残っていないことから分かるのである。またリーは日没後に屋上にのぼって火を焚いてその明かりで見える範囲の農家と互いの生存を確認しあっていたが、次第に灯る火の数も減ってしまい、この地域の人々もほとんど殺されてしまったようだと分かるのである。
ある日、一家がいつもどおり用心深く音をたてないように移動して廃墟と化した街の商店に行き物資を補充した帰り道、幼いボーがこっそり持ち帰った電池を玩具に入れてしまい、これが動いて音を出したせいで怪物に見つかり、家族の目の前で一瞬で殺されてしまった。家族全員の心に深い傷が残り、子供たちは一層怯えるようになった。
その悲しい出来事から1年後、アボット一家はひきつづき音を立てない生活を心がけていたが、家の周囲の農場にも怪物は徘徊しており常に恐怖がつきまとっている。リーガンは、ボーが死んだあの日、自分がもう少し違う行動を選んでいれば幼い弟は死なずに済んだはずだと思い、自分を責めて苦しんでいる。リーはリーガンに「ボーが死んだのはお前のせいじゃない」と手話で言い聞かせているが、リーガンは納得できずにいる。リーとリーガンの関係は徐々に険悪なものになってしまい、リーガンは一家の中で孤立していると感じるようになった。リーガンの目には、弟マーカスが自分以上に両親に愛されていると映っており、それが一層疎外感を強めるのだった。またリーガンにとっては、耳に着けている人工内耳の体外装置の不調による雑音も大きな憂鬱の原因になっていた。
ある日、リーは将来を見据えて、サバイバルに必要な食糧調達技術のひとつである釣りをマーカスに教えるために、怯えて外出したがらないマーカスを説得して川に行くことにした。それを知ったリーガンは同行を願ったが、妊娠中のイヴリンの家事仕事を手伝うように言われ、やはり疎外されているのだと思い込み傷つく。リーとマーカスは渓流の釣り場に行き、その近くに滝があったおかげで二人は数ヶ月ぶりに声を出して話をすることができた。滝のように常に爆音を出し続ける環境下であれば、人の声でもその音にかき消されて怪物に気づかれずに済むのである。二人はボーの死とリーガンが抱えているであろう家族への不信感について話し合った。リーはマーカスから「リーガンを愛しているなら、はっきりそう伝えないとダメじゃないか」と言われハッとする。
帰宅する途中、二人は老人に遭遇する。老人の前には怪物に腹を食われた妻の遺体が横たわっており、悲しい眼をした老人は口をわずかにうごかしており、声を出そうとしているようである。どうやら絶望して正気も失い、大声をあげることで怪物に食われて自分も死んでしまおうとしているようだと感じ取ったリーは、唇の前に指を立てることで「声を出さないで」と頼んだ。だが老人はついに堪えきれなくなったのか、叫び声を上げてしまい、怪物に殺されてしまった。二人は巻き添えを食らわないよう全力疾走で逃げ、なんとか命拾いする。
二人がそんな恐ろしい体験をしていたころ、リーガンはふてくされて無断外出しボーの墓参りに行ってしまう。イヴリンは家で独り家事をしていたが、まだ予定日でもないのに破水し産気付いてきた。すでに3人産んだ経験があるイヴリンは慣れたもので、落ち着きを保ち、安全に出産するために準備を整えてあった地下室に移動することにした。だが途中誤って階段で釘を踏み抜いてしまい音をたててしまう。怪物たちはそれを聞き逃さず、一匹が家の中に入ってきた。一家はとうとう自宅で怪物と死闘を繰り広げなければならない状況に陥った...

## キャスト
※括弧内は日本語吹替
リー・アボット
演 - ジョン・クラシンスキー（星野貴紀）
イヴリン・アボット
演 - エミリー・ブラント（園崎未恵）
リーガン・アボット
演 - ミリセント・シモンズ
マーカス・アボット
演 - ノア・ジュープ（宇山玲加）
ボー・アボット
演 - ケイド・ウッドワード
老人
演 - レオン・ラッサム
亡くなった老人の妻
演 - ローダ・ペル（クレジット無し）

## 製作
ジョン・クラシンスキーはスコット・ベック及びブライアン・ウッズと共に本作の脚本を執筆した。ベックとウッズはアイオワ州の出身で、大学在学中に数え切れないほどのサイレント映画を鑑賞したのだという。2013年の段階で、2人は本作の原案の執筆に取りかかっていた。穀物を貯蔵するサイロをホラー演出に使うというアイデアは、2人が農場の近くで暮らしてきた経験に基づくものであった。やがて、2人は15ページの覚書を書き上げた。
2016年1月、ベックとウッズは覚書を元に長編映画の脚本を書き始めた。その完成稿がクラシンスキーの手に渡ったのは7月のことであった。彼の妻であるエミリー・ブラントが妊娠していたこともあって、クラシンスキーは子供を怪物から守る親というアイデアに興味を惹かれたのだという。ブラントの勧めもあって、クラシンスキーはメガホンを取ることになった。2017年3月、本作の映画化権を獲得したパラマウント映画がクラシンスキーの起用を正式に発表した。その際、彼は脚本のリライトも行うことになった。脚本の完成稿を読んだブラントが是非出演したいと申し出たため、彼女が主演に起用されることとなった。
リーガン役に起用されたミリセント・シモンズは聾者であった。このことに関してクラシンスキーは「私は耳が聞こえる女優さんに聾者の役を演じてもらいたくないのです。理由はいくつかありますが、最大の理由は、聾者の女優は私の聾者に関する知識と彼/彼女が置かれる状況に対する理解を十数倍深めてくれるからです。」と語っている。なお、シモンズは撮影現場でアメリカ手話のレクチャーを行った。 また、マーカス役にノア・ジュープを起用するに当たって、クラシンスキーはジュープが出演した『サバービコン 仮面を被った街』（2017年公開）を鑑賞したのだという。
本作の製作は2017年5月から12月にかけて行われた。撮影のほとんどはニューヨーク州のダッチェス郡とアルスター郡で行われた。撮影にあたって、製作サイドは地元の農家に約20トンのトウモロコシの栽培を依頼した。物語の設定の関係で、スタッフは撮影時に極力音を立てないように心がけ、意図された音のみが収録されるように心がけていた。ポスト・プロダクションの過程で、撮影時に収録された音を増幅する処理が行われた。なお、本作にはミュージカルの古典の楽曲が使用されている。このことに関してクラシンスキーは「観客の皆様に違和感を覚えて欲しくないのです。本作を実験的なサイレント映画だと思ってもらいたくないのです。」と語っている。
ホラー映画に馴染みが薄かったクラシンスキーは、本作の演出を手掛けるにあたって『ドント・ブリーズ』や『ゲット・アウト』、『ジョーズ』を参照した。また、クラシンスキーは本作が親子の物語であるだけではなく、アメリカの政治に対する風刺にもなっていると語っている。つまり、今そこにある危機を解決しようとするどころか、それから目を背けたり、逆に便乗したりする人々が存在することを風刺しているのだという。
当初、プロデューサー陣は本作の手話でのやり取りに一切の字幕を付与しないつもりだったが、ストーリー上重要なシーン（リーとリーガンが人工内耳について話すシーン）を字幕なしで理解するのはほぼ不可能だと気付かされた。そのシーンだけ字幕を付けると不自然になるため、手話でのやり取り全てに字幕を付けることになった。

## マーケティング・公開
2017年11月、パラマウント映画は本作のファースト・トレイラーを公開した。2018年2月4日、第52回スーパーボウルの放送中に30秒間のCMが流れた。同番組の放送中、他にも7作品の予告編が放送されたが、本作は他の作品ほどSNS上で注目を集められず、YouTubeでの再生数も伸び悩んだ。12日、クラシンスキーが出演した『エレンの部屋』において、完全版の予告編が放送された。
2018年3月9日、本作はサウス・バイ・サウスウエストでプレミアを迎えた。本作のプレミア上映のチケットを求めて2458人もの応募があったのだという。プレミア上映後に出てきたレビューが絶賛一色だったこともあり、本作に対する注目は俄に高まった。2018年3月15日の段階で、本作の予告編は5200万回弱の再生数に達しており、その伸び具合は前年に公開されて大ヒットを記録した『ゲット・アウト』を上回るものであった。

## 興行収入
本作は『ブロッカーズ』や『チャパキディック』、『The Miracle Season』と同じ週に封切られ、公開初週末に1700万ドル前後を稼ぎ出すと予想されていた。しかし、本作が極めて高く評価されていることを踏まえ、後に予測値は2750万ドルに上方修正された。なお、Box Office Mojoは初動で3400万ドルを稼ぎ出すと予想していたが、実際の数字はこれらをはるかに上回るものであった。2018年4月6日、本作は全米3508館で封切られ、公開初週末に5020万ドルを稼ぎ出し、週末興行収入ランキング初登場1位となった。ホラー映画のオープニング興収が5000万ドルを超えたのは『パラノーマル・アクティビティ3』（2011年）以来の快挙であった。

## 評価
本作は批評家から絶賛されている。映画批評集積サイトのRotten Tomatoesには267件のレビューがあり、批評家支持率は95%、平均点は10点満点で8.1点となっている。サイト側による批評家の見解の要約は「『クワイエット・プレイス』となっている容赦ない知的生命体―そのオリジナリティは恐ろしさと同じくらいある―を登場させることで、根源的な恐怖を巧みに利用している。同作によって、ジョン・クラシンスキーは自身が新進気鋭の映画監督であることを立証した」となっている。また、Metacriticには55件のレビューがあり、加重平均値は82/100となっている。なお、本作のCinemaScoreはB+となっている。
『ハリウッド・レポーター』のジョン・デフォアは「恐ろしいスリラー映画だが、心の温かさもある」「親としての責任と恐怖の組み合わせを表現するために、ここまで想像力を働かせた作品は『テイク・シェルター』以来ではないか」と称賛している。日本の映画監督清水崇は、冒頭10分で引き込まれたと述べ、本作がホラー描写だけでなく家族の関係性もリアルに描かれていると評価した。また、彼はエヴリン役のエミリー・ブラントとリーガン役のミリセント・シモンズの演技も高く評価したほか、世界設定を細かく言葉で説明せず劇中の行動で観客に悟らせている点も絶賛した。

## 続編
公開直後のインタビューで、スコット・ベックとブライアン・ウッズは続編のアイデアがあると述べていた。2018年4月25日、パラマウントが続編の製作を開始したとの報道があった。2019年2月22日、エミリー・ブラント、ノア・ジュープ、ミリセント・シモンズの続投が決まったと報じられた。3月、キリアン・マーフィーの出演が決まった。
本作の続編『クワイエット・プレイス PARTII』は2020年3月20日に全米公開された後、同年5月に日本でも公開される予定である。

## ゲーム化
『A Quiet Place: The Road Ahead』
2021年10月27日、『クワイエット・プレイス』シリーズのゲーム版が制作されることが発表された。パラマウント・ピクチャーズの協力のもと、Saber Interactive、iLLOGIKA、EP1T0MEにより開発が進められる。映画版と同じ世界を舞台に、オリジナルストーリーを描く。